# Miami Open 2008 - Qualificazioni singolare femminile
Le qualificazioni del singolare femminile del Miami Open 2008 sono state un torneo di tennis preliminare per accedere alla fase finale della manifestazione. I vincitori dell'ultimo turno sono entrati di diritto nel tabellone principale. In caso di ritiro di uno o più giocatori aventi diritto a questi sono subentrati i lucky loser, ossia i giocatori che hanno perso nell'ultimo turno ma che avevano una classifica più alta rispetto agli altri partecipanti che avevano comunque perso nel turno finale.
Le qualificazioni del torneo Sony Ericsson Open  2008 prevedevano 48 partecipanti di cui 12 sono entrati nel tabellone principale.

## Teste di serie
1. Timea Bacsinszky (primo turno)
2. Marija Korytceva (ultimo turno)
3. Maria-Emilia Salerni (primo turno)
4. Anastasija Rodionova (Qualificata)
5. Tamarine Tanasugarn (ultimo turno)
6. Alisa Klejbanova (Qualificata)
7. Yuan Meng (ultimo turno)
8. Aiko Nakamura (Qualificata)
9. Julie Ditty (primo turno)
10. Petra Cetkovská (ultimo turno)
11. Lilia Osterloh (ultimo turno)
12. Ol'ga Savčuk (Qualificata)

1. Tat'jana Puček (primo turno)
2. Alla Kudrjavceva (ultimo turno)
3. Anne Keothavong (primo turno)
4. Ekaterina Byčkova (Qualificata)
5. Anne Kremer (ultimo turno)
6. Audra Cohen (primo turno)
7. Aleksandra Wozniak (primo turno)
8. Galina Voskoboeva (Qualificata)
9. Emmanuelle Gagliardi (primo turno)
10. Mashona Washington (primo turno)
11. Tamaryn Hendler (primo turno)
12. Rosana De Los Rios (Qualificata)

## Qualificati
1. Galina Voskoboeva
2. Ekaterina Byčkova
3. Petra Kvitová
4. Anastasija Rodionova
5. Rosana De Los Rios
6. Alisa Klejbanova

1. Tat'jana Puček
2. Aiko Nakamura
3. Vania King
4. Aleksandra Wozniak
5. Emmanuelle Gagliardi
6. Ol'ga Savčuk

## Tabellone

### Legenda
| - Q = Qualificato - WC = Wild card - LL = Lucky loser | - ALT = Alternate - SE = Special Exempt - PR = Protected Ranking | - w/o = Walkover - r = Ritirato - d = Squalificato |

### Sezione 1
|  | Primo turno | Primo turno       | Primo turno | Primo turno | Primo turno |  |  | Ultimo turno | Ultimo turno      | Ultimo turno | Ultimo turno | Ultimo turno |  |
|  |             |                   |             |             |             |  |  |              |                   |              |              |              |  |
|  |             | Melinda Czink     | 65          | 7           | 6           |  |  |              |                   |              |              |              |  |
|  | 1           | Timea Bacsinszky  | 7           | 5           | 3           |  |  |              | Melinda Czink     | 3            | 6            | 65           |  |
|  | 20          | Galina Voskoboeva | 6           | 4           | 6           |  |  | 20           | Galina Voskoboeva | 6            | 4            | 7            |  |
|  |             | Karolina Šprem    | 2           | 6           | 1           |  |  |              |                   |              |              |              |  |

### Sezione 2
|  | Primo turno | Primo turno       | Primo turno       | Primo turno | Primo turno |  |  | Ultimo turno | Ultimo turno      | Ultimo turno      | Ultimo turno | Ultimo turno |  |
|  |             |                   |                   |             |             |  |  |              |                   |                   |              |              |  |
|  | 2           | Marija Korytceva  | Marija Korytceva  | 6           | 6           |  |  |              |                   |                   |              |              |  |
|  |             | Evgenija Rodina   | Evgenija Rodina   | 3           | 4           |  |  | 2            | Marija Korytceva  | Marija Korytceva  | 1            | 5            |  |
|  | 16          | Ekaterina Byčkova | Ekaterina Byčkova | 6           | 7           |  |  | 16           | Ekaterina Byčkova | Ekaterina Byčkova | 6            | 7            |  |
|  |             | Sloane Stephens   | Sloane Stephens   | 1           | 5           |  |  |              |                   |                   |              |              |  |

### Sezione 3
|  | Primo turno | Primo turno          | Primo turno | Primo turno | Primo turno |  |  | Ultimo turno    | Ultimo turno    | Ultimo turno    | Ultimo turno | Ultimo turno |  |
|  |             |                      |             |             |             |  |  |                 |                 |                 |              |              |  |
|  |             | Petra Kvitová        | 2           | 6           | 6           |  |  |                 |                 |                 |              |              |  |
|  | 3           | Maria-Emilia Salerni | 6           | 3           | 3           |  |  | Petra Kvitová   | Petra Kvitová   | Petra Kvitová   | 6            | 6            |  |
|  |             | Tamaryn Hendler      | 4           | 7           | 6           |  |  | Tamaryn Hendler | Tamaryn Hendler | Tamaryn Hendler | 1            | 1            |  |
|  | 23          | Ayumi Morita         | 6           | 5           | 0           |  |  |                 |                 |                 |              |              |  |

### Sezione 4
|  | Primo turno | Primo turno          | Primo turno          | Primo turno | Primo turno |  |  | Ultimo turno | Ultimo turno         | Ultimo turno | Ultimo turno | Ultimo turno |  |
|  |             |                      |                      |             |             |  |  |              |                      |              |              |              |  |
|  | 4           | Anastasija Rodionova | Anastasija Rodionova | 7           | 6           |  |  |              |                      |              |              |              |  |
|  |             | Ahsha Rolle          | Ahsha Rolle          | 64          | 0           |  |  | 4            | Anastasija Rodionova | 6            | 3            | 6            |  |
|  |             | Anne Keothavong      | 2                    | 6           | 6           |  |  |              | Anne Keothavong      | 1            | 6            | 3            |  |
|  | 15          | Catalina Castaño     | 6                    | 1           | 2           |  |  |              |                      |              |              |              |  |

### Sezione 5
|  | Primo turno | Primo turno         | Primo turno         | Primo turno | Primo turno |  |  | Ultimo turno | Ultimo turno        | Ultimo turno        | Ultimo turno | Ultimo turno |  |
|  |             |                     |                     |             |             |  |  |              |                     |                     |              |              |  |
|  | 5           | Tamarine Tanasugarn | Tamarine Tanasugarn | 6           | 6           |  |  |              |                     |                     |              |              |  |
|  |             | Anna Fitzpatrick    | Anna Fitzpatrick    | 2           | 3           |  |  | 5            | Tamarine Tanasugarn | Tamarine Tanasugarn | 4            | 65           |  |
|  | 24          | Rosana De Los Rios  | Rosana De Los Rios  | 7           | 7           |  |  | 24           | Rosana De Los Rios  | Rosana De Los Rios  | 6            | 7            |  |
|  |             | Alina Židkova       | Alina Židkova       | 63          | 5           |  |  |              |                     |                     |              |              |  |

### Sezione 6
|  | Primo turno | Primo turno        | Primo turno        | Primo turno | Primo turno |  |  | Ultimo turno | Ultimo turno       | Ultimo turno       | Ultimo turno | Ultimo turno |  |
|  |             |                    |                    |             |             |  |  |              |                    |                    |              |              |  |
|  | 6           | Alisa Klejbanova   | Alisa Klejbanova   | 6           | 6           |  |  |              |                    |                    |              |              |  |
|  |             | Gréta Arn          | Gréta Arn          | 4           | 2           |  |  | 6            | Alisa Klejbanova   | Alisa Klejbanova   | 6            | 6            |  |
|  |             | Mashona Washington | Mashona Washington | 6           | 6           |  |  |              | Mashona Washington | Mashona Washington | 1            | 2            |  |
|  | 22          | Sandra Klösel      | Sandra Klösel      | 3           | 3           |  |  |              |                    |                    |              |              |  |

### Sezione 7
|  | Primo turno | Primo turno    | Primo turno    | Primo turno | Primo turno |  |  | Ultimo turno | Ultimo turno   | Ultimo turno   | Ultimo turno | Ultimo turno |  |
|  |             |                |                |             |             |  |  |              |                |                |              |              |  |
|  | 7           | Yuan Meng      | Yuan Meng      | 7           | 7           |  |  |              |                |                |              |              |  |
|  |             | Gail Brodsky   | Gail Brodsky   | 5           | 64          |  |  | 7            | Yuan Meng      | Yuan Meng      | 0            | 2            |  |
|  |             | Tat'jana Puček | Tat'jana Puček | 7           | 6           |  |  |              | Tat'jana Puček | Tat'jana Puček | 6            | 6            |  |
|  | 13          | Hsieh Su-wei   | Hsieh Su-wei   | 5           | 4           |  |  |              |                |                |              |              |  |

### Sezione 8
|  | Primo turno | Primo turno                | Primo turno                | Primo turno | Primo turno |  |  | Ultimo turno | Ultimo turno  | Ultimo turno  | Ultimo turno | Ultimo turno |  |
|  |             |                            |                            |             |             |  |  |              |               |               |              |              |  |
|  | 8           | Aiko Nakamura              | 3                          | 6           | 6           |  |  |              |               |               |              |              |  |
|  |             | Renata Voráčová            | 6                          | 4           | 2           |  |  | 8            | Aiko Nakamura | Aiko Nakamura | 6            | 6            |  |
|  | 17          | Anne Kremer                | Anne Kremer                | 6           | 6           |  |  | 17           | Anne Kremer   | Anne Kremer   | 1            | 3            |  |
|  |             | Barbora Zahlavova Strycova | Barbora Zahlavova Strycova | 4           | 0           |  |  |              |               |               |              |              |  |

### Sezione 9
|  | Primo turno | Primo turno             | Primo turno             | Primo turno | Primo turno |  |  | Ultimo turno | Ultimo turno     | Ultimo turno     | Ultimo turno | Ultimo turno |  |
|  |             |                         |                         |             |             |  |  |              |                  |                  |              |              |  |
|  |             | Vania King              | Vania King              | 6           | 6           |  |  |              |                  |                  |              |              |  |
|  | 9           | Julie Ditty             | Julie Ditty             | 3           | 1           |  |  |              | Vania King       | Vania King       | 6            | 6            |  |
|  | 14          | Alla Kudrjavceva        | Alla Kudrjavceva        | 6           | 7           |  |  | 14           | Alla Kudrjavceva | Alla Kudrjavceva | 1            | 2            |  |
|  |             | Brenda Schultz-McCarthy | Brenda Schultz-McCarthy | 4           | 6           |  |  |              |                  |                  |              |              |  |

### Sezione 10
|  | Primo turno | Primo turno        | Primo turno        | Primo turno | Primo turno |  |  | Ultimo turno | Ultimo turno       | Ultimo turno       | Ultimo turno | Ultimo turno |  |
|  |             |                    |                    |             |             |  |  |              |                    |                    |              |              |  |
|  | 10          | Petra Cetkovská    | 65                 | 6           | 6           |  |  |              |                    |                    |              |              |  |
|  |             | Anna Tatišvili     | 7                  | 4           | 0           |  |  | 10           | Petra Cetkovská    | Petra Cetkovská    | 4            | 1            |  |
|  |             | Aleksandra Wozniak | Aleksandra Wozniak | 6           | 6           |  |  |              | Aleksandra Wozniak | Aleksandra Wozniak | 6            | 6            |  |
|  | 19          | Juliana Fedak      | Juliana Fedak      | 4           | 2           |  |  |              |                    |                    |              |              |  |

### Sezione 11
|  | Primo turno | Primo turno          | Primo turno          | Primo turno | Primo turno |  |  | Ultimo turno | Ultimo turno         | Ultimo turno         | Ultimo turno | Ultimo turno |  |
|  |             |                      |                      |             |             |  |  |              |                      |                      |              |              |  |
|  | 11          | Lilia Osterloh       | Lilia Osterloh       | 7           | 6           |  |  |              |                      |                      |              |              |  |
|  |             | Julia Schruff        | Julia Schruff        | 5           | 1           |  |  | 11           | Lilia Osterloh       | Lilia Osterloh       | 1            | 3            |  |
|  |             | Emmanuelle Gagliardi | Emmanuelle Gagliardi | 6           | 6           |  |  |              | Emmanuelle Gagliardi | Emmanuelle Gagliardi | 6            | 6            |  |
|  | 21          | Maria-Elena Camerin  | Maria-Elena Camerin  | 3           | 4           |  |  |              |                      |                      |              |              |  |

### Sezione 12
|  | Primo turno | Primo turno              | Primo turno              | Primo turno | Primo turno |  |  | Ultimo turno | Ultimo turno | Ultimo turno | Ultimo turno | Ultimo turno |  |
|  |             |                          |                          |             |             |  |  |              |              |              |              |              |  |
|  | 12          | Ol'ga Savčuk             | Ol'ga Savčuk             | 6           | 6           |  |  |              |              |              |              |              |  |
|  |             | Bethanie Mattek          | Bethanie Mattek          | 1           | 4           |  |  | 12           | Ol'ga Savčuk | 5            | 6            | 6            |  |
|  |             | Audra Cohen              | Audra Cohen              | 7           | 6           |  |  |              | Audra Cohen  | 7            | 2            | 4            |  |
|  | 18          | Ol'ga Alekseevna Pučkova | Ol'ga Alekseevna Pučkova | 63          | 3           |  |  |              |              |              |              |              |  |